# Насыщенный
«Насыщенный» (англ. Bodied) — фильм режиссёра Джозефа Кана, снятый по сценарию Алекса Ларсена (также известного как рэпер Kid Twist) и спродюсированный Эминемом. Премьера фильма состоялась на Международном кинофестивале в Торонто 7 сентября 2017 года, на котором он получил премию «Народный выбор» в категории «Полуночное безумие».

## Сюжет
Аспирант Адам (Келам Уорти) становится конкурентоспособным баттл-рэпером после погружения в эту культуру во время работы над диссертацией на эту тему.

## В ролях
- Келам Уорти — Адам
- Джеки Лонг — Бэн Гримм, ветеран баттл-рэпа и наставник Адама в мире баттлов
- Рори Апхолд — Майя, девушка Адама
- Dumbfoundead — Prospek
- Уолтер Перез — Че Корлеоне
- Шоника Шандай — Девайн Райт
- Charlamagne tha God — Hunnid Gramz
- Dizaster — Megaton
- Hollow da Don — 40 MAG
- Loaded Lux
- Дебра Уилсон — декан Хэмптон
- Энтони Майкл Холл — профессор Меркин
- Дэниел Рашид — MC Goggles
- Кори Шаррон — Billy Pistolz
- Big T — X-Tract
- Кэндис Рене — Джэс
- Тони «Безумец» Гомес — Choke Artist
- Вивиан Ламолли — Белла Бэквудс
- Эдди Перино — Джон
- Эрик Аллен Смит — Роберт

В фильме показаны эпизоды реальных рэп-баттлов с участием The Saurus, Illmaculate, Troy ‘Smack’ Mitchell и Organik.